# متنزه الأحساء الوطني
متنزه الأحساء الوطني هو متنزهٌ وطني يقعُ في مدينة العمران شرق المملكة العربية السعودية. أُنشئ بدايةً في عام 1962 ضمن مشروع لصد زحف رمال الصحراء على المنطقة، وبعد نمو أشجاره بشكلٍ كثيفٍ حُوِّل إلى مقصدٍ سياحي تصلُ مساحته إلى 4500 هكتار تتوزَّعُ بين الحدائق وبرك السباحة وملاعب الأطفال ومضمار للخيول وآخر للدراجات. يُشكّل المتنزه واجهةً سياحيةً للزائرين له من خارج وداخل المملكة ويُعتبر ضمن المعالم الأثرية المميزة لأهالي العمران قاطبة.

## الشكل
صُمِّمَ المتنزه على شكل حرف (L) حيث يمتدُّ الجزء الرئيسي من ناحية الجهة الجنوبية لحقل الكثبان الرملية ويمتد الجزء الآخر على امتداد منطقة الأصفر. يبلغُ طول هذا المصد 20 كم تقريبًا ويتراوحُ عرضه بين 250 - 750 متر مُشكِّلًا سدًا منيعًا بين حقول الكثبان الرملية وبين المناطق الزراعية والسكانية بالمنطقة.
يضمُّ متنزه الأحساء الوطني الكثير من المُسطَّحات الخضراء الفسيحة إلى جانبِ ملاعبٍ لكرة القدم، حمام للسباحة ومضمار لركوب الخيل كما خصَّص المتنزه للأطفال منطقة لعبٍ خاصة بهم، هذا إلى جانب الكافيتريات، القرية التراثيّة ومتحف النخيل والتمور الذي يُمكن من خلاله التعرف على الصناعة الأشهر في الأحساء.
يتكوّنُ المتنزه من 11 منطقة:
- القليبي
- الحرير
- التجارب
- الشلال
- المشتل
- بو الحصى
- الأصفر
- المصد الثاني
- المصد الثالث
- المصد الرابع
- المصد الخامس

## الاختصاص
يختصُّ المتنزه في إعداد ومتابعة تنفيذ الخطط التطورية والجمالية بهدفِ جعله أكثر راحة وجاذبية للزائرين كما يُتابع مصدات الرياح لوقف زحف الرمال عدى عن التنسيقِ مع الأجهزة المعنية لتطوير الموقع وصيانة وتشغيل المتنزه والمرافق التابعة له. يعمل المتنزّه كذلك على تطوير الحياة النباتيّة والمصدات من خلال زراعة الشتلات المناسبة والمساهمة في إعداد الدراسات الفنية الخاصة بالمتنزهات وزحف الرمال.
يتعاون المتنزّه أيضًا مع الأجهزة المعنية لمشاركة برامج التدريب والتأهيل للقيام بأعمال المتنزهات الوطنية كما يُشارك في الجهود المحلية والوطنيّة للحفاظِ على الحياة النباتية وإعداد الكتيبات والمطبوعات والنشرات بالمتنزهات الوطنية وتشجيع السياحة الوطنية وكذا متابعة سير العمل وفقا للتعليمات.

## الإدارة
تُدير المتنزه شركة إستثمارية متخصصة في الاستثمار السياحي لتشغيله واستقطاب السياح وتقديم العديد من الأنشطة السياحية من شاليهات واستراحات وبحيرات صناعية وقاعات مناسبة و مطاعم عالميّة.

## الخدمات
يُقدِّم المتنزه العديد من الخدمات والأنشطة على غِرار تقديم الشتلات والأشجار وتوفير أماكن للعائلات فضلًا عن المهراجانات والزيارات التعليميّة والأبحاث والدراسات العلميّة.